# Tibor Benedek
Tibor Benedek (Budapest, 12 luglio 1972 – Budapest, 18 giugno 2020) è stato un pallanuotista e allenatore di pallanuoto ungherese, vincitore di tre medaglie d'oro ai giochi olimpici di Sydney 2000, Atene 2004 e Pechino 2008.

## Biografia
Era figlio dell'attore Miklós Benedek. Cresciuto nell'Ujpest, nel 1996 si trasferì in Italia alla Roma, con cui vinse uno scudetto, per poi passare il resto della sua carriera tra la Pro Recco e l'Honved conquistando svariati titoli nazionali e internazionali. Con la nazionale, oltre ai tre ori olimpici, si aggiudicò i mondiali del 2003 (come giocatore) e quelli del 2013 (in veste di commissario tecnico).
Nel 2016 fu inserito nella International Swimming Hall Of Fame. Nel 2020 vinse il Total Waterpolo Player Award.
Morì il 18 giugno 2020, all'età di 47 anni, per un tumore al pancreas.

## Palmarès
- Campionato ungherese: 6

Ujpest: 1990-91, 1992-93, 1993-94, 1994-95
Honved: 2004-05, 2005-06
- Campionato italiano: 7

Roma: 1998-99
Recco: 2001-02, 2007-08, 2008-09, 2009-10, 2010-11, 2011-12
- Coppe Italia: 4

Recco: 2007-08, 2008-09, 2009-10, 2010-11
- Coppa dei Campioni/Eurolega: 5

Ujpest: 1993-94
Recco: 2002-03, 2007-08, 2009-10, 2011-12
- Coppe LEN: 1

Ujpest: 1992-93
- Supercoppa LEN: 6

Ujpest: 1993-94
Recco: 2002-03, 2006-07, 2007-08, 2009-10
Honved: 2004-05
- Lega Adriatica: 1

Recco: 2011-2012
- Coppa d'Ungheria: 3

Ujpest: 1990-91, 1992-93
Honved: 2005-06
- Supercoppa d'Ungheria: 1

Honved: 2005

### Trofei individuali
- Capocannoniere della Serie A1: 1

2001-02 (78 reti)